# Zabadani

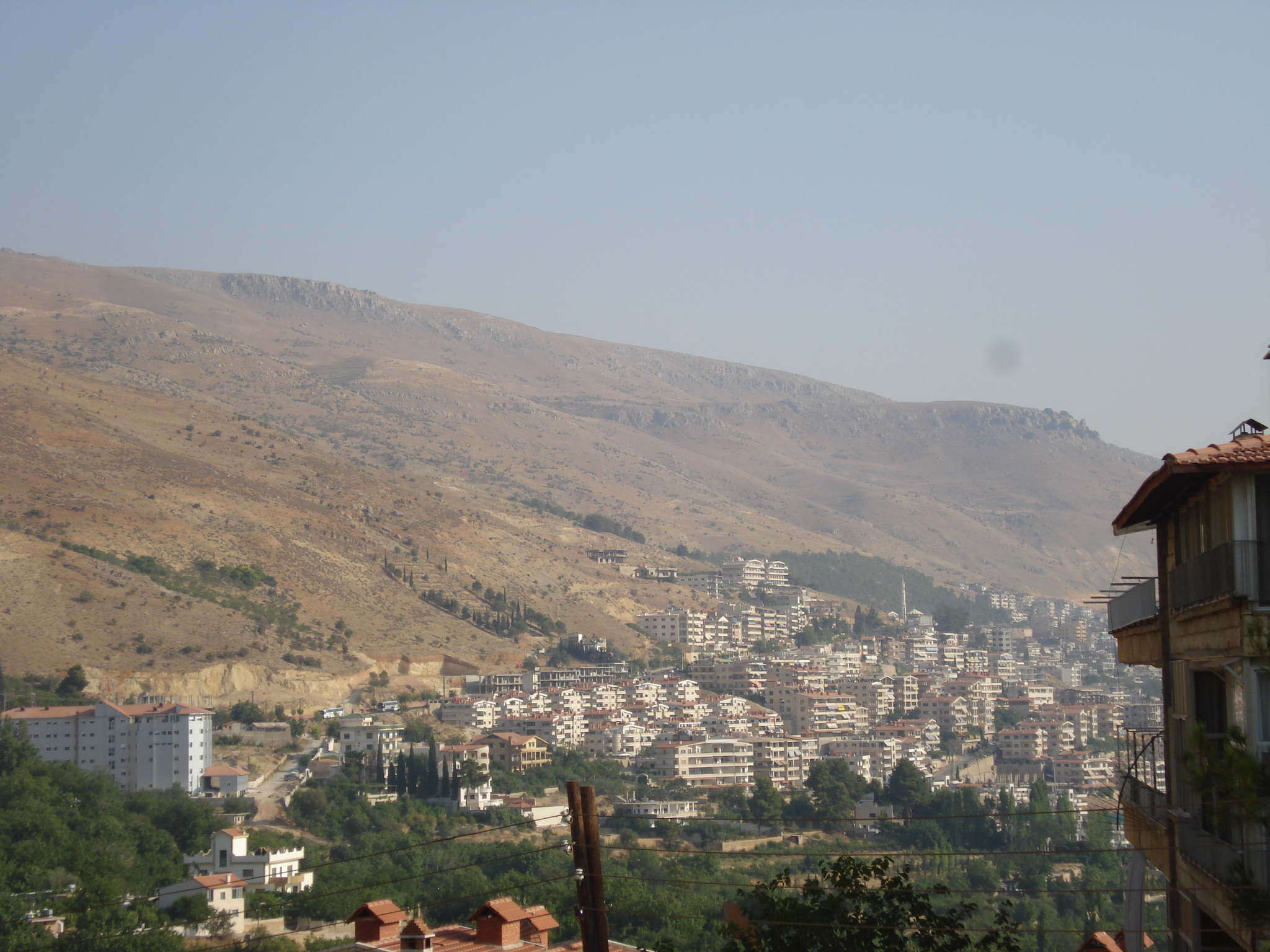
Zabadani

Zabadani (àrab: الزبداني, az-Zabadānī) és una ciutat de Síria a la governació de Rif Dimashq, propera a la frontera amb el Líban. És en una vall verda i és cap del districte o regió (míntaqa) del mateix nom, amb 105.342 habitants el 2004, format per la nàhiya de Zabadani (amb 8 pobles i 6 granges) i altres nàhiyes; la míntaqa limita al nord amb Sirghaya, a l'est amb Bloudan i Bakkim, al sud amb Madaya i la vall del Barada. Fins a l'inicia de la guerra civil Síria el 2011 la ciutat fou un popular destí turístic (principalment interior) pel seu clima suau a l'estiu i les vistes.
La població és majoritàriament musulmana sunnita, però amb un bon nombre de cristians que tenen la mateixa església i un monestir (fins a mitjan segle xx els cristians eren un 25% amb església grec-ortodoxa i església catòlica). La seva població estimada (vers 1990) era de 17.000 habitants. Hi ha el centre d'escoltes de Síria i el 1954 s'hi va celebrar el primer Jamboree àrab.
Sota els romans d'Orient depenia del bisbat d'Abilla, bisbat que després va passar a Zabadani, poc després de l'establiment del domini àrab. El 18 de gener de 2012 fou la primera ciutat que va caure en mans de l'Exèrcit Lliure de Síria, després d'11 dies de combats.